# Ernst-Ulrich von Kameke

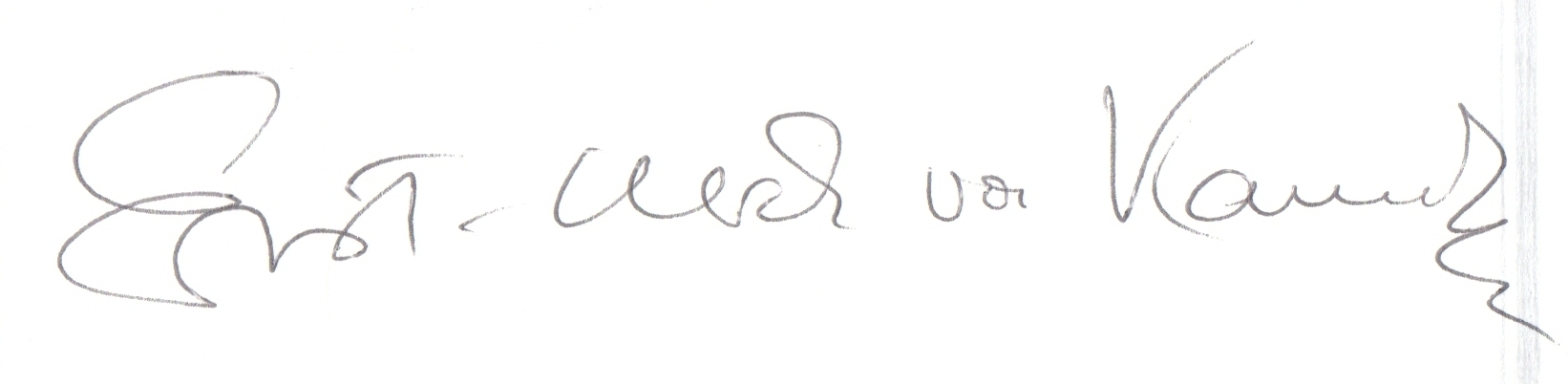
Signatur Ernst-Ulrich von Kameke

Ernst-Ulrich Hubert Konrad Traugott von Kameke (* 1. März 1926 in Potsdam; † 9. April 2019 in Großenaspe) war ein deutscher Kirchenmusiker, Organist und Komponist.

## Leben
Ernst-Ulrich von Kameke entstammt dem alten pommerschen Adelsgeschlecht Kameke, das im Jahr 1298 urkundlich erstmals erscheint. Er selbst ist der Sohn des Karl Otto von Kameke (1889–1959), Geheimer Regierungsrat, Senatspräsident am preußischen Oberverwaltungsgericht und Ministerialdirigent und dessen Frau Franziska Freiin von Thüngen (1889–1982). Kameke hatte zwei Brüder, darunter den Diplomaten und Generalkonsul Karl August von Kameke.

### Ausbildung
Als gebürtiger Potsdamer erhielt Kameke seine ersten musikalischen Eindrücke im dortigen Knabenchor St. Nikolai. Bereits mit 13 Jahren wurde er Hilfsorganist an der Potsdamer Garnisonkirche und gründete einen Jugendchor. Die Studien absolvierte er in Berlin, Erlangen und Heidelberg bei den Professoren Hans Beltz, Georg Kempff, von Wulfurt, Wolfgang Fortner, Helmut Tramnitz und Thrasyboulos Georgiades.

### Berufslaufbahn
Als Kantor und Organist in Eberbach bei Heidelberg (1949 bis 1954) leitete er seine ersten Oratorienaufführungen. Während seiner Tätigkeit in Eberbach erlitt er 1952 einen schweren Verkehrsunfall, der seine weitere Karriere als Organist erheblich gefährdete. Bei einem Sturz mit dem Motorrad zog er sich einen komplizierten Beinbruch zu, der erst nach einem über einjährigen Aufenthalt im örtlichen Krankenhaus geheilt werden konnte. 1954 wurde er an die Friedenskirche in Düsseldorf berufen und erhielt zugleich eine Dozentur für Orgelspiel, Dirigieren und Musikgeschichte an der Rheinischen Kirchenmusikschule. Es folgten 32 Jahre als Kantor und Organist an der Hauptkirche St. Petri in Hamburg, wo er bald zum Kirchenmusikdirektor und an der Staatlichen Hochschule für Musik und Theater Hamburg zum Professor für Orgelspiel ernannt wurde.
Die jährlichen Konzertreisen führten ihn als Organisten und Gastdirigenten zunächst in die skandinavischen Länder, hatten aber bald Einladungen nach Nord- und Südamerika als Gastdozent für Orgel, Orgelimprovisation und Chorleitung zur Folge. So dirigierte er z. B. in Manila (Philippinen) Heinz Werner Zimmermanns Missa profana als asiatische Erstaufführung und in Japan Händels „Messiah“ und Mozarts „Requiem“ mit der „Tokio Oratorio Society“. Dieses Programm wurde anschließend mit demselben Chor in Hamburg, Kiel und Salzburg wiederholt. In Detroit führte er 1988 mit dem dortigen Sinfonieorchester viermal Händels „Messias“ in der Mozartfassung auf. Als Gastdirigent von Sinfoniekonzerten trat er auch in Buenos Aires, Córdoba und Hamburg auf.

### Chorleiter
Während seiner Tätigkeit in Hamburg und als Leiter des „Hamburger Bachchores St. Petri“ hat Kameke alle Bach-Oratorien, die „Missa solemnis“ von Beethoven, die Requien von Verdi und Brahms und Hamburger Erstaufführungen dirigiert, z. B. Golgotha von Frank Martin, Passion von Max Baumann, „Missa profana“ von Heinz Werner Zimmermann und das „War Requiem“ von Benjamin Britten. Mit diesem Chor unternahm er Tourneen in die Schweiz, nach Skandinavien, Italien, Frankreich, Ungarn, Nord- und Südamerika und Japan, wo unter seinem Dirigat in Tokio die „h-Moll-Messe“ von J.S. Bach gemeinsam mit einem großen japanischen Chor aufgeführt wurde.
1989, 1990 und 1992 wurde er nach Russland als Konzertorganist und als Leiter von Orgelkursen für junge, russische Organisten eingeladen.

### Komponist
Auch als Komponist machte Kameke sich einen Namen und veröffentlichte mehrere Choralvorspiele für Orgel, eine Toccata variata, Toccata, Strophen und Finale sowie Rascacielos (Sechs Elemente für Orgel) Triosonate für Orgel, zahlreiche Chorwerke und ein Konzert für Orgel und großes Sinfonieorchester. Die letzte große Komposition In Tyrannos – Moabiter Requiem entstand 1993/94 und ist ein Oratorium für drei Chöre und großes Orchester zum Gedächtnis des Widerstandes im Dritten Reich. Die Uraufführung fand 1998 in der Berliner Philharmonie statt, weitere Aufführungen folgten in den Jahren 1999 und 2000 (Expo 2000 in Hannover) sowie im Jahr 2003 (Lübeck u. Berlin im Rahmen des Ökumenischen Kirchentages).
Weitere Chorwerke:
- Osterpsalm (um 1973)
- Johannes-Passion für Chor, Soli und Schlagzeug
- „Was begab sich aber zu der Zeit?“ Kinderweihnachtsoratorium mit Solisten und Orchester (einstündiges Werk)
- "...daß du getrost und freudig seist!", Cantata classica nach einem Thema von Günter Raphael für Sopran-Solo, Chor, Orchester und Orgel

Im Jahr 2000 erhielt er den Verdienstorden der Bundesrepublik Deutschland am Bande.
1992 gründete Kameke die „Musik-Akademie für Senioren“. Unter seiner Leitung finden jährlich ca. 30 Kurse als allgemeine Fortbildungs- und praktische Musikseminare in Hamburg, Schleswig-Holstein, Niedersachsen und Bayern statt.

## Familie
Kameke heiratete in erster Ehe am 7. August 1959 in São Paulo (Brasilien) Karin Krueder (* 8. Mai 1939 in Fortaleza, Provinz Ceará, Brasilien), die Tochter des Fabrikanten Friedrich (Federico) Krueder und der Eleonore Haehling von Lanzenauer. Diese Ehe wurde am 15. Februar 1984 in Hamburg geschieden. In zweiter Ehe heiratete Kameke am 17. August 1985 in Weißenbach (Rhön) die in ihrer ersten Ehe verwitwete Rosemarie Stölting (* 28. Januar 1932 in Großenaspe, Holstein), die Tochter des Landwirts Otto Wilhelm Stölting und der Henriette Bauer.
Aus der ersten Ehe stammen die Kinder Hans-Claudio (* 4. September 1960), Donata (* 28. Februar 1962) und Bernd-Christian (* 11. August 1965; † 10. April 1969).